# Concentrare de tensiuni

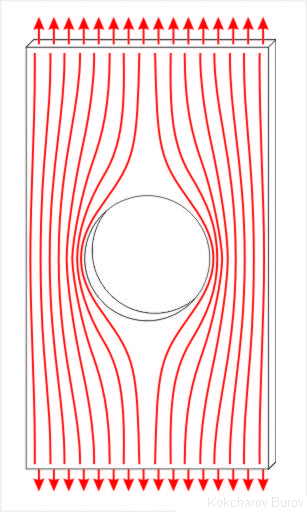
Liniile de forță interioare sunt mai dense lângă gaură

În mecanica solidului, o concentrare de tensiuni (numită și creștere a tensiunilor sau sensibilitate a crestăturii) este un loc dintr-un obiect în care tensiunea este semnificativ mai mare decât în regiunea înconjurătoare. Concentrațiile de tensiuni apar atunci când există neregularități în geometria sau materialul unei componente structurale care provoacă o întrerupere a fluxului de tensiuni. Acest lucru rezultă din detalii precum găuri, federe⁠(d), crestături și fileturi. Concentrațiile de tensiuni pot apărea, de asemenea, ca urmare a deteriorărilor accidentale, cum ar fi crestăturile și zgârieturile.
Gradul de concentrare a unei discontinuități sub sarcini tipice de întindere poate fi exprimat ca un factor de concentrare a tensiunilor nedimensionale {\displaystyle K_{t}}, care este raportul dintre cea mai mare tensiune și tensiunea nominală în câmp îndepărtat. Pentru o gaură circulară într-o placă infinită, {\displaystyle K_{t}=3}. Factorul de concentrare a tensiunilor nu trebuie confundat cu factorul de intensitate a tensiunilor, care este utilizat pentru a defini efectul unei fisuri asupra tensiunilor din regiunea din jurul vârfului fisurii.
Pentru materialele ductile, sarcinile mari pot provoca deformări plastice localizate sau cedări care va apărea de obicei mai întâi la o concentrație a tensiunii care să permită o redistribuire a tensiunii și să permită componentului să continue să suporte sarcina. Materialele casante vor ceda de obicei la concentrația de tensiuni. Cu toate acestea, sarcina repetată de nivel scăzut poate determina inițierea unei fisuri de oboseală și creșterea ei lentă la o concentrație de tensiuni, ducând la cedarea chiar și a materialelor ductile. Fisurile de oboseală încep întotdeauna la punctele de creștere a tensiunii, astfel încât eliminarea acestor defecte crește rezistența la oboseală.

## Descriere
Concentrațiile de tensiuni apar atunci când există neregularități în geometria sau materialul unei componente structurale care provoacă o întrerupere a fluxului de tensiuni.
Datorită discontinuităților geometrice, un obiect suferă o creștere localizată a tensiunilor. Exemple de forme care provoacă concentrări de tensiuni sunt colțurile interioare ascuțite, găurile și modificările bruște ale secțiunii transversale a obiectului, precum și deteriorările neintenționate, cum ar fi crestăturile, zgârieturile și fisurile. Tensiunile locale ridicate pot cauza defectarea mai rapidă a obiectelor, astfel încât inginerii proiectează de obicei geometria pentru a minimiza concentrațiile de tensiuni.
De asemenea, discontinuitățile de material, cum ar fi incluziuni în metale, pot concentra tensiunile. Incluziunile de pe suprafața unei componente se pot rupe în urma prelucrării în timpul fabricației, ceea ce duce la apariția unor microfisuri care cresc în timpul funcționării din cauza sarcinilor ciclice. Pe plan intern, ruperea interfețelor din jurul incluziunilor în timpul sarcinii poate duce la rupere statică prin coalescența microvoidelor.

## Factor de concentrare a tensiunilor
Factorul de concentrare a tensiunilor, {\displaystyle K_{t}}, este raportul dintre cea mai mare tensiune {\displaystyle \sigma _{\max }} și tensiunea nominală {\displaystyle \sigma _{\text{nom}}} a secțiunii transversale brute și este definit ca
{\displaystyle K_{t}={\frac {\sigma _{\max }}{\sigma _{\text{nom}}}}}
Rețineți că factorul adimensional de concentrare a tensiunilor este o funcție a formei geometriei și independent de mărimea acesteia. Acești factori pot fi găsiți în materiale de referință tipice pentru inginerie.

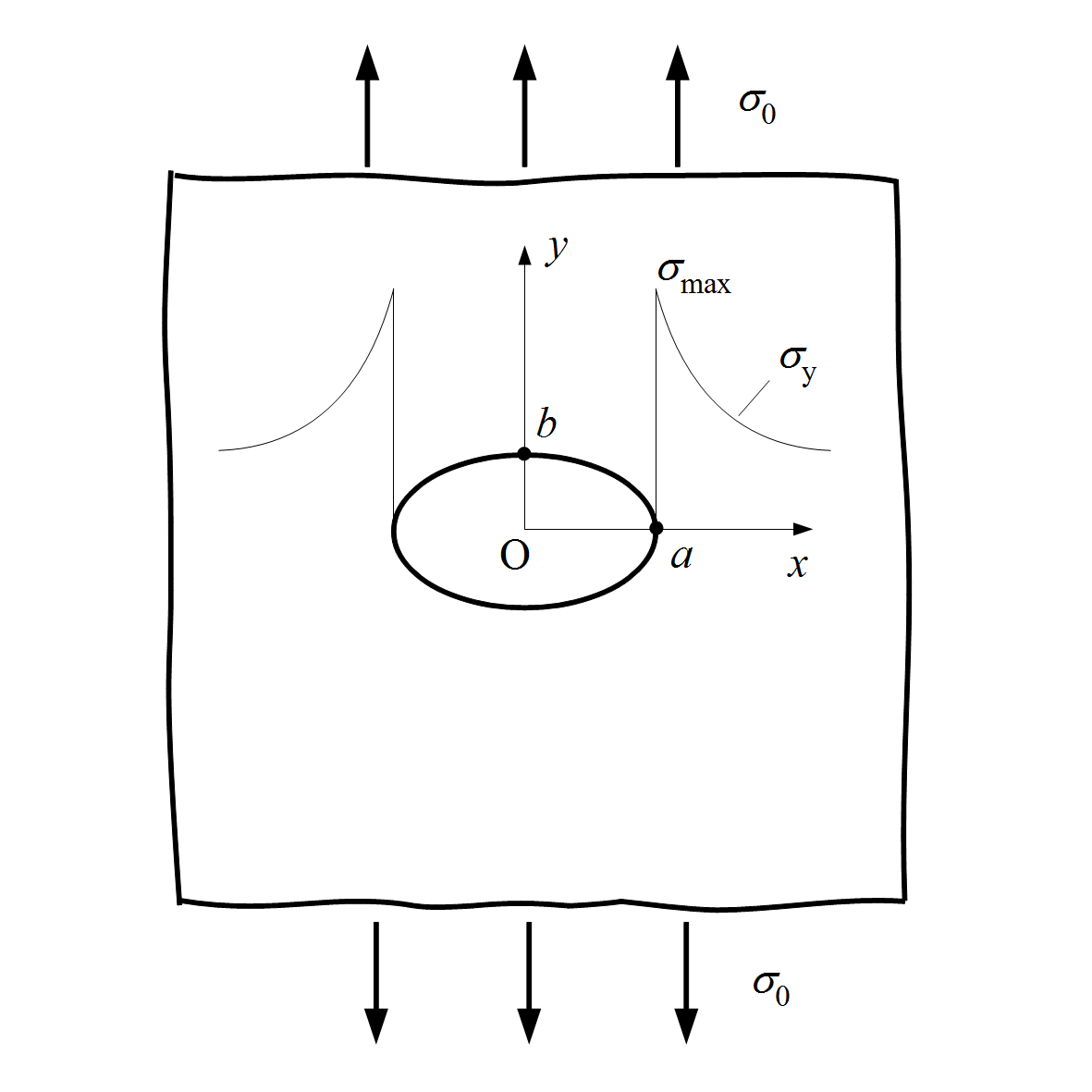
Concentrarea tensiunilor în jurul unei găuri eliptice într-o placă în tensiune

E. Kirsch a derivat ecuațiile pentru distribuția elastică a tensiunilor în jurul unei găuri. Tensiunea maximă resimțită în apropierea unei găuri sau crestături apare în zona cu cea mai mică rază de curbură. Într-o gaură eliptică de lungime {\displaystyle 2a} și lățime {\displaystyle 2b}, sub o tensiune de câmp îndepărtat {\displaystyle \sigma _{0}}, tensiunea la capetele axelor majore este dată de ecuația lui Inglis:
{\displaystyle \sigma _{\max }=\sigma _{0}\left(1+2{\cfrac {a}{b}}\right)=\sigma \left(1+2{\sqrt {\cfrac {a}{\rho }}}\right)}
unde {\displaystyle \rho } este raza de curbură a găurii eliptice. Pentru găurile circulare dintr-o placă infinită unde {\displaystyle a=b}, factorul de concentrare a tensiunilor este {\displaystyle K_{t}=3}.
Pe măsură ce raza de curbură se apropie de zero, cum ar fi la vârful unei fisuri ascuțite, tensiunea maximă se apropie de infinit și, prin urmare, un factor de concentrare a tensiunilor nu poate fi utilizat pentru o fisură. În schimb, se utilizează un factor de intensitate a tensiunilor, care definește scalarea câmpului de tensiuni în jurul vârfului unei fisuri.

## Cauzele concentrării tensiunilor
Concentrarea tensiunilor poate apărea din cauza mai multor factori. Următoarele sunt principalele cauze ale concentrării tensiunilor:
Defecte ale materialului: La proiectarea componentelor mecanice, se presupune, în general, că materialul utilizat este consecvent și omogen în întregime. Cu toate acestea, în practică, pot apărea neconcordanțe ale materialului, cum ar fi fisuri interne, sufluri, cavități în suduri, găuri de aer în piese metalice și incluziuni nemetalice sau străine. Aceste defecte acționează ca discontinuități în cadrul componentei, perturbând distribuția uniformă a tensiunilor și conducând astfel la concentrarea tensiunilor.
Tensiuni de contact: Componentele mecanice sunt frecvent supuse unor forțe concentrate în anumite puncte sau zone mici. Această aplicare localizată a forței poate duce la presiuni disproporționat de mari în aceste puncte, provocând concentrarea tensiunilor. Exemplele tipice includ interacțiunile în punctele de contact ale dinților angrenați în angrenaje, interfețele dintre tacheți și zonele de contact din rulmenți cu bile.
Tensiune termică: Tensiunea termică apare atunci când diferite părți ale unei structuri se dilată sau se contractă cu viteze diferite din cauza variațiilor de temperatură. Această diferență de dilatare și contracție termică generează tensiuni interne, care pot conduce la zone de concentrare a tensiunilor în cadrul structurii.
Discontinuitate geometrică: Caracteristici precum treptele unui arbore, umerii și alte modificări bruște ale suprafeței secțiunii transversale a componentelor sunt adesea necesare pentru montarea elementelor precum angrenajele și rulmenții sau din considerente de asamblare. Deși aceste caracteristici sunt esențiale pentru funcționalitatea dispozitivului, ele introduc tranziții bruște în geometrie care devin puncte fierbinți pentru concentrarea tensiunilor. În plus, elementele de proiectare precum găurile de ulei, canelurile, cheile și filetele de șurub introduc, de asemenea, discontinuități care exacerbează și mai mult concentrarea tensiunilor.
Suprafață aspră: Imperfecțiunile de pe suprafața componentelor, cum ar fi zgârieturile de prelucrare, semnele de inspecție, pot întrerupe fluxul lin al tensiunilor pe suprafață, ducând la creșteri localizate ale tensiunilor. Aceste imperfecțiuni, deși adesea mici, pot afecta semnificativ durabilitatea și performanța componentelor mecanice prin inițierea concentrării tensiunilor.

## Metode de determinare a factorilor
Există metode experimentale pentru măsurarea factorilor de concentrare a tensiunilor, inclusiv analiza tensiunilor fotoelastice, analiza tensiunilor termoelastice, acoperiri casante sau marca tensometrică.
În timpul fazei de proiectare, există mai multe abordări pentru estimarea factorilor de concentrare a tensiunilor. Au fost publicate mai multe cataloage de factori de concentrare a tensiunilor. Poate cel mai cunoscut este Stress Concentration Design Factors de Peterson, publicat pentru prima dată în 1953. Metoda elementelor finite este frecvent utilizată în proiectarea de astăzi. Alte metode includ metoda elementelor limită și metoda fără rețea.

## Limitarea efectelor concentrărilor de tensiuni
Concentrațiile de tensiuni pot fi atenuate prin tehnici care netezesc fluxul de tensiuni în jurul unei discontinuități:
Îndepărtarea materialului: Introducerea de găuri auxiliare în regiunea cu tensiuni ridicate pentru a crea o tranziție mai treptată. Dimensiunea și poziția acestor găuri trebuie să fie optimizate. Cunoscută sub numele de știrbire al vârfului fisurii, un exemplu contraintuitiv de reducere a unuia dintre cele mai grave tipuri de concentrații de tensiune, o fisură, este de a găuri o gaură mare la capătul fisurii. Gaura perforată, cu dimensiunea sa relativ mare, servește la creșterea razei efective a vârfului fisurii și, astfel, la reducerea concentrării de tensiuni. 
Consolidarea găurii: Adăugarea de material cu rezistență mai mare în jurul găurii, de obicei sub formă de inele lipite sau dubluri. Armăturile compozite pot reduce SCF.
Optimizarea formei: Ajustarea formei găurii, adesea trecând de la circular la eliptic, pentru a minimiza gradienții de tensiune. Fezabilitatea trebuie verificată. Un exemplu este adăugarea unui filet la colțurile interne. Un alt exemplu este într-o componentă filetată, unde linia de curgere a forței este îndoită pe măsură ce trece de la porțiunea cu tijă la porțiunea filetată; ca urmare, are loc concentrarea tensiunilor. Pentru a reduce acest lucru, se realizează o mică adâncitură între tijă și porțiunile filetate.
Materiale gradate funcțional: Utilizarea materialelor cu proprietăți care variază treptat poate reduce SCF în comparație cu o schimbare bruscă a materialului.
Tehnica optimă de atenuare depinde de geometria specifică, scenariul de sarcină și constrângerile de fabricație. În general, este necesară o combinație de metode pentru a obține cel mai bun rezultat. Deși nu există o soluție universală, analiza atentă a fluxului de tensiuni și parametrizarea modelului pot orienta proiectanții către o strategie eficientă de reducere a tensiunilor.

## Exemple

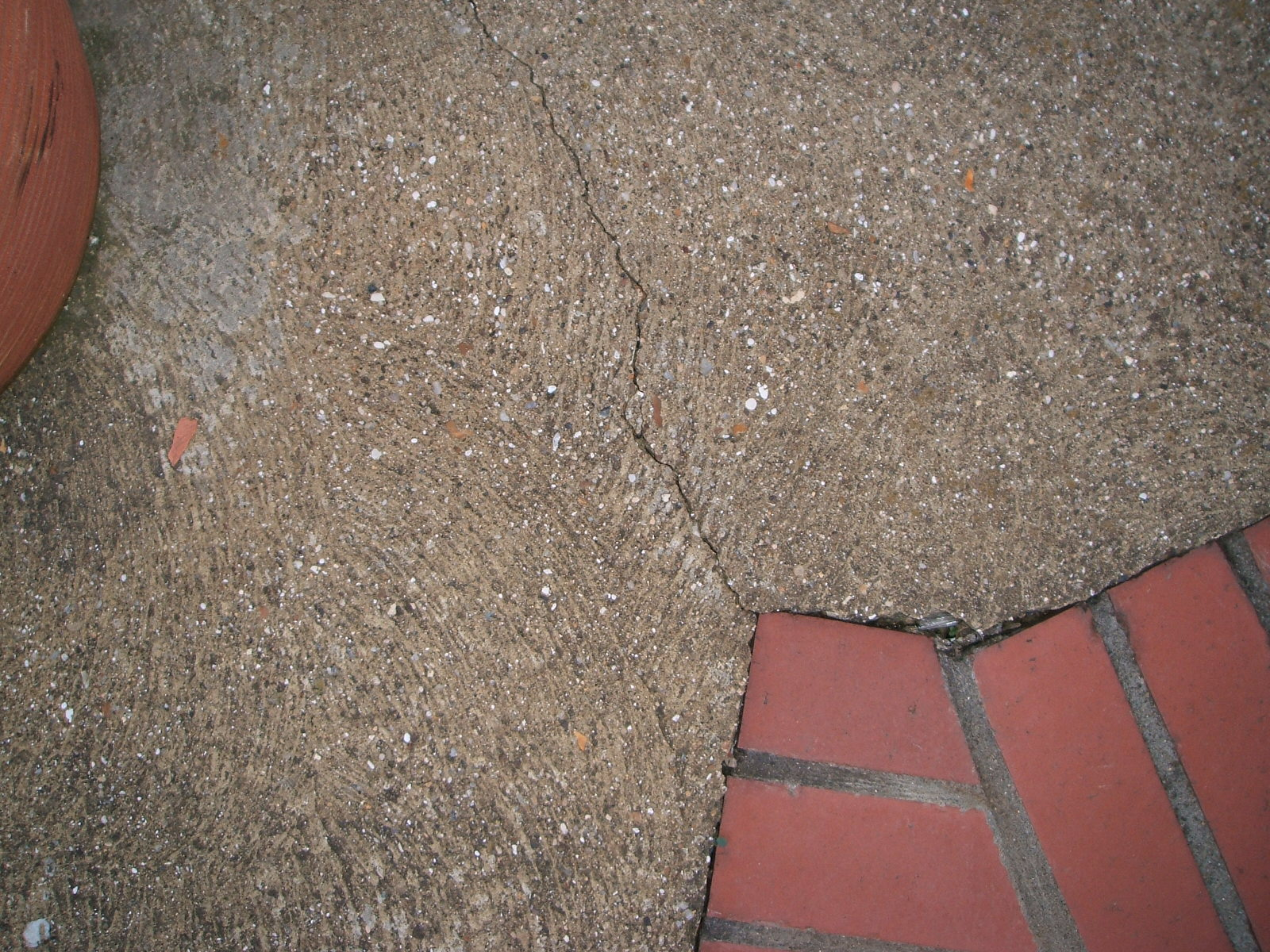
Colțul ascuțit al cărămizii a acționat ca un concentrator de tensiuni în beton, provocând fisurarea acestuia

- Avionul de Havilland Comet a suferit o serie de defecțiuni catastrofale care s-au dovedit în cele din urmă a fi cauzate de crăpături de oboseală care au apărut din cauza concentrării ridicate de tensiuni cauzate de utilizarea găurilor perforate pentru nituri în jurul ferestrelor. De asemenea, s-a constatat că ferestrele pătrate pentru pasageri aveau concentrații de tensiuni mai mari decât se așteptau și au fost reproiectate.
- Fracturi fragile la colțurile trapelor de la navele Liberty în condiții de frig și tensiune în timpul furtunilor de iarnă din Oceanul Atlantic.
- Un punct focal de tensiune pe marginile unui implant, unde metalul întâlnește osul, al unei orteze implantate este foarte probabil să fie punctul de eșec.